# Gilles Laporte
Pour les articles homonymes, voir Laporte et Gilles Laporte (homonymie).
 (mars 2016).
Si vous disposez d'ouvrages ou d'articles de référence ou si vous connaissez des sites web de qualité traitant du thème abordé ici, merci de compléter l'article en donnant les références utiles à sa vérifiabilité et en les liant à la section « Notes et références ».
Gilles Laporte, né le 13 août 1945 à Igney dans les Vosges, est un écrivain, scénariste, homme de radio-télévision et conférencier français.

## Biographie
(mars 2016).
Issu d'une famille d'ouvriers du textile, Gilles Paul Louis Laporte est le deuxième enfant au foyer de Paul Laporte et Louise Lamesch.  Il effectue ses études secondaires d'abord à Thaon-les-Vosges puis à Épinal avant  d'étudier la philosophie à l'Université Nancy-II avec notamment comme professeur le vosgien Raymond Ruyer. 
Après son service militaire effectué à l'Académie Militaire de Saint-Cyr Coëtquidan puis, officier, au 170ème RI à Epinal, il enseigne à l'Éducation nationale pendant cinq ans, successivement comme surveillant, adjoint d'enseignement puis maître-auxiliaire.
Il assume ensuite des responsabilités d'encadrement et de formation professionnelle dans différents univers professionnels : ceux des services (assurances), puis de l'industrie (pour Union Carbide Corporation), et enfin de l'agriculture et du tourisme (à la Chambre d'agriculture des Vosges).
Il prend sa retraite en 2005 pour se consacrer pleinement à l'écriture.

## Carrière littéraire
Dès avril 1968, il publie de la poésie à compte d'auteur. Il se consacre ensuite à la nouvelle et au théâtre, avant de se tourner vers le documentaire et la dramatique pour la télévision, consacrant notamment un travail important au schisme lorrain de Sion du XIXe siècle provoqué par l'affrontement sur fond de politique entre les trois frères prêtres Baillard et leur évêque Mgr Menjaud. 
En 1983 il vient au roman avec Pierrot la Hure qui s'incline d'une voix au prix Erckmann-Chatrian devant Sima mon Amour de Robert Muller. Le prix Erckmann-Chatrian lui est attribué l'année suivante pour son roman Le Moulin du Roué qui raconte, à partir d'un fait réel, l'histoire d'une usurpation d'identité. 
En 1997, il aborde le roman historique avec Les dernières violettes de La Mothe consacré à la chute puis la destruction de la ville de La Mothe en Lorraine pendant la guerre de Trente Ans. Ce roman recueille deux prix, le prix Plume de Vair et le prix Sadler de l'Académie de Stanislas et encourage  Gilles Laporte à pratiquer régulièrement le genre historique.
Il a également une prédilection pour la biographie qu'il traite à la manière du roman.  
Frédéric Chopin dont tous les ancêtres sont Lorrains depuis la fin du XVIIe siècle (Frédéric, le roman de Chopin), Otto de Habsbourg-Lorraine, duc de Lorraine, l'un des grands artisans de la construction de l'Union européenne qui le recevait souvent pour des échanges culturels et politiques, plaçant toujours la femme au centre de chacune de ses œuvres. Le féminin sacré est l'unique objet de sa tétralogie Les Anneaux de la Fiancée dont les deux premiers livres Eau et Air sont parus en octobre 2005 et juin 2006. Terre paru en septembre 2008, a reçu le Prix de la Ville de Lunéville. Feu, dernier titre de cet ensemble, est toujours à paraître. Gilles Laporte observe sans cesse de près la vie sociale et politique dont il ne manque pas de dénoncer les perversions sur son blog laporteplume, ou dans des textes à l'humour impertinent, comme Au Plaisir d'ENA (conte philosophico-politique qui met en « croisière » le mode de fonctionnement de l'ENA (École nationale d'administration) qui, pour paraître, a dû passer par… le Québec ! (publié par les éditions DGP Québec 2001).
En mars 2007, il a publié Julie-Victoire, première bachelière de France, la biographie romancée de Julie-Victoire Daubié, femme du XIXe siècle, très active à son époque pour la défense des droits des femmes. Elle fut la première bachelière de France en 1861 à Lyon puis, baccalauréat obtenu, elle décrocha en Sorbonne la première licence ès lettres de France en 1871. Sa pensée et ses propositions sont toujours d'actualité en 2007. Finaliste du prix Brantôme de la biographie historique et du Prix Jean d'heurs du roman historique, Julie-Victoire, première bachelière de France a reçu le prix Maurice Barrès 2008.
Fidèle à son engagement en faveur de la reconnaissance de la femme dans la société, il a consacré un livre Lumière d'Aurore (éditions ESKA - Paris) à la nageuse Aurore Mongel, membre de l'équipe de France de natation, championne d'Europe du 200 m papillon, championne du monde universitaire, double sélectionnée olympique, finaliste du 200 m papillon aux JO de Pékin. Cette jeune athlète portait et exprimait par le sport les valeurs qui sous-tendent la vie de tous ses personnages romanesques ou historiques : courage, volonté de repousser ses limites apparentes, fidélité, générosité et respect.
18 mars 2010 : sortie nationale son roman Le Loup de Métendal aux Éditions Presses de la Cité  une grande aventure familiale, de 1840 à 1920, dans les Vosges, sur fond de passion pour la céramique et les grès flammés de Rambervillers, dans la belle mouvance de l'École de Nancy, sur les traces d'Alphonse Cytère et d'Émile Gallé. Une émouvante vie de femme, aux prises avec le redoutable antisémitisme de ce temps, et la folie guerrière des hommes de la (guerre de 1870 et de la Première Guerre mondiale). Ce roman historique a reçu le prix de littérature des conseils généraux de Lorraine 2010.  L'écrivain-cinéaste Philippe Claudel en a écrit, le 21 mai 2010 : « Gilles. Suis en pleine préparation de mon prochain film. Je lis ton roman que j'aime beaucoup : de vrais personnages attachants et forts, une histoire qui ne se lâche pas, une vraie connaissance historique et une langue qui fait la part belle aux expressions de chez nous. Bravo. »
27 janvier 2011 : sortie de La Fontaine de Gérémoy aux éditions des Presses de la Cité. De 1854 à 1944, la « traversée d'un siècle » par deux femmes aux prises avec les convulsions de l'Histoire, obligées de composer pour survivre avec... les hommes ! "Dans le décor majestueux de Vittel, du Second Empire à la Libération s'accomplit le destin croisé de deux héroïnes exceptionnelles, la Malie et Julie... Deux vies de passion, de combats et de liberté. Un superbe hommage aux femmes !" (Furet du Nord - février 2011), « Dans La Fontaine de Gérémoy, Gilles Laporte raconte l’histoire de deux héroïnes à la vie bien difficile entre 1854 et 1944 (…) Un roman bourré d’amour, d’énergie et de courage » (Cosmopolitan - Brigitte Kernel - juin 2011). Ce roman a reçu le prix 2011 de la Société des Écrivains d'Alsace-Lorraine-Territoire de Belfort. 
9 juillet 2011 : sortie de Pierre Didier peintre. Le Réel transfiguré. Biographie du peintre Pierre Didier, aux éditions Rhinocéros - Strasbourg. Avant-propos de Daniel Grandidier conservateur en chef du patrimoine. Préface de Christian Pierret (maire de Saint-Dié-des-Vosges. Ancien ministre).
18 janvier 2012 : sortie de Cantate de cristal aux Presses de la Cité. De 1843 à 1881, entre Empire et République, à Baccarat, dans le monde passionnant des magiciens du verre et du cristal où le travail de l'homme sait, de la terre, faire jaillir la lumière, la rencontre de deux destinées que, pourtant, tout devait séparer. Un hommage chaleureux à la femme, aux ouvrières et ouvriers de partout et de toujours. "Un texte magnifique pour une histoire qui nous captive et nous émeut de la première à la dernière page" (Le Dauphiné libéré). "Gilles Laporte nous fait rêver tout au long de son récit et je vous recommande ce livre étincelant !" (Les Chroniques de Madoka). "Roman balzacien..." (Vosges Matin).
10 janvier 2013 : sortie de Des Fleurs à l'encre violette aux Presses de la Cité. De 1873 à 1923, en Lorraine, une femme voudrait devenir institutrice. Sa condition ne le lui permettra pas. Elle sera éclusière sur le canal de l'Est. Mais l'un de ses fils servira l'école de la République naissante si contestée en ces temps d'affrontements entre tenants de la laïcité et défenseurs de l'école dite "libre". « Une histoire sensible, étonnante et bouleversante » Martine Galati (Le Dauphiné libéré) « Une langue sublime ! » Mylène Vignon (passiondulivre.com) « Ce livre restera gravé dans ma mémoire comme l’un des moments les plus touchants et poignants, révoltants et attachants parmi les multiples lectures qui ont déjà émaillé près de sept décennies de mon existence… Ce récit prend une dimension supérieure. Celle d’un chef-d’œuvre, notion chère aux amoureux de la belle ouvrage. » Pierre Guelff (RTBF-Fréquence Terre-Littérature sans frontières - Bruxelles).
20 janvier 2013 : Sortie (réédition) de Julie-Victoire, le roman de Julie-Victoire Daubié, première bachelière de France Réédition, enrichie d'un avant-propos, d'une bio-bibliographie, et d'une préface de Jean-Louis Debré, président du Conseil constitutionnel. Éditions ESKA Paris.   
Janvier 2014 : sortie de La Clé aux âmes, aux Presses de la Cité. Suite du roman Des Fleurs à l'encre violette. De 1925 à 1954, en Lorraine. Élevé dans le culte des valeurs laïques et républicaines, Paul Delhuis traverse les tumultes des années 1925 à 1954, sans jamais renoncer à des convictions qu'il tient autant de son père mort de la Grande Guerre que de sa mère, Mathilde. De son admission à l'École normale d'instituteurs de Mirecourt à son initiation maçonnique, de son amour pour Louise, l'exemplaire, et pour l'enfant qu'ils élèvent ensemble, à l'apprentissage de la musique et à la Résistance dans les Vosges, la vie de Paul est un engagement permanent. "Une fresque pleine d’émotions et de saveurs. Un roman qui fait chaud au cœur,
rassurant, plein d’émotion et de générosité" (Écoles juives.fr). "Un magnifique roman sur la transmission familiale, sur fond de crise et de guerre mondiale" (France Dimanche). "Bel éloge des femmes et de l'éducation" (Michel Paquot - L'Avenir - Bruxelles). "Ah ! Comme il est heureux de constater que la littérature peut encore « produire » des auteurs qui touchent l’âme du lecteur (Pierre Guelff - Littérature sans frontières - RTBF Bruxelles)…   
11 avril 2014 : sortie de Je sais que tu m'attends, chez Genèse Édition. Très vif et actuel, ce roman raconte le combat de Laura, jeune femme déterminée à sauver Alex, l’homme qu’elle aime déclaré perdu par les médecins. À la suite d'un accident de voiture, il est en état de mort cérébrale. Sur fond d’aventure dans le monde des livres : intrigue, émotion, pouvoir médical, manipulation amoureuse, prélèvement d’organes, paysages infinis de Bretagne et du Luberon (escapade en Malaisie), dangers d’usage des outils numériques, regard de Femme, courage de Femme… Je sais que tu m’attends : la mort, l’amour, l’espoir… la VIE ! "Du grand art ! Chaque page m'a tenue en haleine" (Sophie Sap - Vosges télévision). "Thriller sentimental, ce très beau roman au dénouement inattendu, sur fond de Bretagne, de rochers et d’embruns..." (Dominique Zachary - L'Avenir - Bruxelles).  "Dans les méandres d’une manipulation amoureuse, Gilles Laporte qui aime à aborder tout en finesse avec un humanisme et une bienveillance perpétuels, de grandes questions sociétales, entraîne le lecteur dans la question du don d’organes et de l’acharnement thérapeutique" (Aziz Mebarki - L'Estrade).   
Avril 2015 : sortie de L’Étendard et la rose, aux Presses de la Cité. Suite du roman La Clé aux âmes (L’Étendard et la rose est la fin de la saga des Delhuis commencée en 1873 avec Des fleurs à l'encre violette). La trajectoire d'un jeune orphelin obsédé par le secret de ses origines : fils de Boche ou d'Amerloque ? Des années 1950 à 1980, trois décennies de la vie de Louis Delhuis, entre engagement politique, passion de l'écriture et amour des femmes. D'Oradour-sur-Glane, en passant par l’Afrique et l’Allemagne, des expériences marquantes et une ultime confrontation avec l’oncle qui le hait vont conduire Louis vers les chemins de la résilience et de la paix. Entre le cœur et la raison, l’amour des femmes et celui des idées, l’engagement et les désillusions, Louis se tisse un destin au fil des décennies tourbillonnantes de la seconde moitié du XXe siècle. « Un étonnant destin plein de fougue et sans compromis. » (Centre Presse, le Quotidien de  -23/04/15), « Un roman passionnant et riche en émotions ! Un récit intense et prenant ! À découvrir sans attendre ! » (Les Chroniques de Madoka-29/04/15), « La lecture de « L’Étendard et  » m’a ravi, ému et touché de plein fouet à maints égards... Gilles Laporte, c’est du bonheur littéraire » (Pierre Guelff -Fréquence Terre/RFI/RTBF –Bruxelles-24/05/15).   
Septembre 2015 : sortie de Boulevard des Pyrénées, chez Genèse Édition. Entre science et conscience… l’amour ! À l’occasion d’un salon du livre, un écrivain dont le couple bat de l’aile croise une femme à la beauté mystérieuse. Au cours des trois jours du salon, elle apparaît, disparaît sans aucune explication. Au moment où l’écrivain attend son train du retour, elle surgit sur le quai de la gare, lui propose une visite au musée des Beaux-Arts. Troublé, il accepte, décide de rester à Pau où il garde sa chambre d’hôtel. Ils prennent l’habitude de se retrouver sur le boulevard des Pyrénées, véritable balcon de ville ouvert sur le spectacle grandiose toujours changeant de la haute montagne. La main courante de la balustrade porte des repères d’identification des sommets -Montagnes du Lac bleu, Pic de Bassia, Balaïtous…- qui deviennent autant de stations d’une passion naissante. Pris dans les mailles de la fascination amoureuse, l’écrivain se sent à la fois heureux et furieux. Plus il se révèle à cette femme dont il ne connaît même pas le prénom, plus elle semble chaque jour différente. Un jour, elle s’offre à lui avec fougue ; un autre jour, elle s’abandonne sans enthousiasme. Un jour, cette spécialiste du cerveau et de l’intelligence artificielle - elle travaille dans une équipe internationale de recherche informatique - se fait le chantre de la science ; un autre, elle se montre humaniste, attentive aux élans du cœur, loue les mérites de la conscience. Un jour, le puissant ylang-ylang la parfume ; le lendemain, une délicate fragrance vanillée. Qui est vraiment cette femme ? Il découvrira enfin qu’il a été le jouet d’une curieuse manipulation ! Dans la belle ville de Pau, sur le prestigieux boulevard des Pyrénées, sous couvert de relation intellectuelle et amoureuse, ce roman très contemporain, écrit à la première personne, explore l’espace où séjournent l’esprit, les inquiétants pouvoirs de la science et des techniques, et célèbre le féminin.   
Élu en avril 2011 membre associé correspondant régional de l'Académie de Stanislas, Administrateur de la Société des gens de lettres (SGDL), Sociétaire de la Société des auteurs et compositeurs dramatiques (SACD) et de la Société des auteurs, compositeurs et éditeurs de musique (SACEM), Gilles Laporte est aussi homme de radio et de télévision (il a animé de nombreuses émissions littéraires et d'actualités, créateur-animateur notamment du magazine littéraire Pleine Page de FR3), conférencier en milieux associatif, scolaire  et universitaire, comédien, et peintre. Mais il expose rarement. Initié par son ami vosgien le peintre Pierre Didier, il travaille actuellement (notamment au glacis à la manière des anciens) à une série de natures mortes aux fruits et légumes : Les Humbles. Sa peinture a été distinguée au Salon annuel du GAV (Saint-Dié-des-Vosges).
Conseiller municipal. Ancien président de l'Union des Écrivains Vosgiens (UEV).
Président de l'association Plumes et Saveurs dont il anime les dîners littéraires à Contrexéville et Vittel.
Président du comité  et du jury du prix littéraire Erckmann-Chatrian de janvier 2009 à mars 2015.
Membre titulaire de l'Académie de Stanislas] (2019).
Chevalier dans l'Ordre national de Arts et des Lettres (sur décision ministérielle de janvier 2014).
Chevalier dans l'Ordre national du Mérite agricole (décision ministérielle de septembre 2020)

## Œuvres

### Poésie
- Mots d'Aimer, prix d'honneur des Poètes lorrains (chez l'auteur) ;
- Roses Noires, préface de François Matenet (chez l'auteur) ;
- Sarments (chez l'auteur) :
- Symphonie en Vôge avec l'aquarelliste Marcel Levieux (éd. G. Klopp Luxembourg).

### Théâtre
- Douze (chez l'auteur) ;
- Le Cadavre d'Ernest avec Jean-Pierre Celotto (chez les auteurs) ;
- Et Cambronne… vous connaissez ? avec Jean-Pierre Celotto (chez les auteurs).

### Nouvelles
- Les Étoiles de Plaimont, prix Émile Moselly (éd. Et. Touloises - Une Page à l'Autre) ;
- Le Chemin de rafton (chez l'auteur).

### Romans
- Pierrot la Hure Préface de Henri Vincenot (chez l'auteur)
- Le Moulin du Roué, prix Erckmann-Chatrian (chez l'auteur)
- Les Dernières violettes de La Mothe, prix de la Plume de Vair et prix de l'Académie de Stanislas (éd. ESKA Paris)
- La Mémoire aux alouettes (éd. Gérard Louis Haroué)
- Le Verre de moisson (éd. ESKA Paris)
- Frédéric, le roman de Chopin biographie romanesque de Frédéric Chopin - Coup de Cœur 2001 Le Coin du Musicien (éd. ESKA Paris)
- Les Anneaux de la Fiancée 1 Eau (éd. ESKA Paris)
- Les Anneaux de la Fiancée 2 Air (éd. ESKA Paris)
- Les Anneaux de la Fiancée 3 Terre Prix de la Ville de Lunéville 2009 (éd. ESKA Paris)
- Julie-Victoire, première bachelière de France biographie romanesque de Julie-Victoire Daubié, première bachelière et licenciée ès lettres de France. Finaliste du Prix Jean d'Heurs du roman historique 2007 et du prix Brantôme de la biographie historique 2007 (éd. ESKA Paris). Prix Maurice Barrès 2008.
- Le Loup de Métendal roman historique. 2010 (Éditions Presses de la Cité - collection Terres de France - Grand Livre du Mois 2010 - éditions Feryane 2010). Pocket 2012. Prix de Littérature des Conseils Généraux de Lorraine 2010.
- La Fontaine de Gérémoy roman historique. 2011 (Éditions Presses de la Cité - collection Terres de France - Grand Livre du Mois 2011 - éditions Feryane 2011) Prix de la Société des Écrivains d'Alsace, de Lorraine, et du Territoire de Belfort 2011.
- Cantate de cristal roman historique. 2012 (Éditions Presses de la Cité - collection Terres de France - Grand Livre du Mois 2012 - éditions Feryane 2012)
- Des fleurs à l'encre violette roman historique. 2013 (Éditions Presses de la Cité - collection Terres de France - Grand Livre du Mois 2013)
- Julie-Victoire, le roman de Julie-Victoire Daubié, première bachelière de France Nouvelle édition enrichie. Préface de Jean-Louis Debré, président du Conseil constitutionnel. Janvier 2013 (éd. ESKA Paris) ;
- La Clé aux âmes suite de Des fleurs à l'encre violette. Janvier 2014. (Éditions Presses de la Cité - collection Terres de France)
- Je sais que tu m'attends. Roman contemporain. Avril 2014. (Genèse Édition) ;
- L’Étendard et la rose suite de La Clé aux âmes. Avril 2015. (Éditions Presses de la Cité - collection Terres de France)
- Boulevard des Pyrénées. Roman contemporain. 2015. Ed. Édition Genèse
- Sous le regard du loup. 2016 Roman contemporain. Ed. Presses de la Cité
- L'Or du ciel. Éditions A&H, Mars 2018.  (ISBN 979-10-95857-24-2)
- La Fiancée anglaise, éditions du Signe, 2020 ;
- Le Moulin des secrets, édition Genèse , 2020 ;
- Les Silences de Julien 2021 Ed.Presses de la Cité Collection Terre de France |
- Le Souffle d'Ange Roman historique. 2022 Ed. Presses de la Cité. Feryane
- La Lame et la soie Roman poétique. 2023 Ed. Kaïros
- Une Fleur au cœur d'or Roman historique. 2023 Ed. Presses de la Cité/Feryane/France Loisirs. Préface Alain Baraton.
- Le Goût des mûres sauvages Roman contemporain. 2024 Ed. Presses de la Cité France Loisirs.

### Livres et écrits divers
- Flickinger avec Paul Flickinger peintre (éd. Serpenoise Metz) ;
- Lorraine au cœur avec Pierre Nicola photographe (éd. Serpenoise Metz) ;
- Les Vosges vues du ciel prix des conseils généraux de Lorraine avec Christophe Voegele photographe (éd. Visuel Création Épinal) ;
- La Meurthe-et-Moselle vue du ciel avec Christophe Voegele photographe (éd. Visuel Création Épinal) ;
- Adeline ou La journée aux quatre clés livre pour enfants (éd. Serpenoise Metz) ;
- La vérité est-elle nécessaire ? Jean Bianchetti - Préface (éd. Sailley) ;
- Au Plaisir d'ENA conte philosophico-politique (éd. DGP Québec) ;
- Une promenade à Sion collectif (dir. prof. Philippe Martin) conseil général 54 - Université Nancy 2 ;
- Lumière d'Aurore, Aurore Mongel championne d'exception (éd. ESKA Paris) ;
- Cœurs de gaufres Guy-Joseph Feller - préface (éd. Paroles de Lorrains) 2009 ;
- Ils ont brûlé Jeanne d'Arc collectif (dir. prof. Philippe Martin) conseil général 54 - Université Nancy 2 ;
- Pierre Didier, peintre. Le réel transfiguré. biographie de Pierre Didier, peintre. (éd. Rhinocéros Strasbourg - Juin 2011) ;
- Promenade à Sion, dans Sion, colline de Lumières, avec Martine Huot-Marchand. Juin 2013. Ed. Gérard Louis.
- La Lorraine, Éditions Magellan & Cie, collection « Pour l'amour de », 2023.  (ISBN 978-2-35074-740-8)

### Documentaires et dramatiques télévision
- Le Sable du rêve (13 min, portrait-entretien avec la peintre et sculpteur sur verre, Jutta Cuny, FR3) ;
- Lunéville… bonne Lorraine (13 min, FR3) ;
- Le Dernier ferrage (13 min, FR3) ;
- Raymond Ruyer, une certaine vision du monde (entretien avec le philosophe, 13 min, FR3) ;
- Baccarat, ou Les Verres du Tsar (dramatique nationale 52 min, avec Axelle Abbadie, Jacqueline Brumaire... réal. Henri Calef FR3). A été choisi pour intégrer les collections du Musée national des arts et traditions populaires à Paris ;
- Les Chardons de la Colline (dramatique nationale, 52 min, avec Bernadette Le Saché, Jean-Claude Arnaud, Claude Brosset, Louis Arbessier... réal. Édouard Logereau FR3) ;
- Entretien avec Jean-Louis Curtis de l'Académie française (52 min, Images+TV) ;
- Les Violons de l'âme (52 min, portrait du luthier Alain Carbonare, Images+TV) ;
- Michel Colin (52 min, portrait du peintre Michel Colin, Images+TV) ;
- Pierre Didier, peintre (entretien sur l'art en général, sa création en particulier, 26 min, réal. Christophe Voegelé, Visuel-Création) ;
- Les fantômes de la Grande Guerre de Guy Gauthier 2013 voix off du commentaire.

### Conférences
- La Mothe, cité martyre Histoire de la ville lorraine de La Mothe, de sa fondation au XIIIe siècle à sa destruction par la France en 1645.
- La Destinée Chopin La grande aventure des Chopin de la fin XVIIe siècle à la mort du Frédéric en octobre 1849 à Paris ;
- Les Chevaliers Baillard, ou le schisme lorrain de Sion De 1830 à 1890 l'extraordinaire épopée (et drame politico-religieux) des trois frères Baillard, sujet de La Colline inspirée de Maurice Barrès ;
- Léon Husson, peintre lorrain Vie et œuvre d'un artiste lorrain du XXe siècle témoin de son temps ;
- Albert Schweitzer, le Grand sorcier blanc De sa naissance (1875) à sa mort (1965), la vie du fondateur de l'hôpital de Lambaréné, prix Nobel de la paix, sa lecture de J-S Bach, sa spiritualité, sa vision de la médecine, sa lutte contre le nucléaire militaire… (l'auteur a correspondu avec lui) ;
- Louis II de Bavière, ou l'énigme de la folie royale L'existence troublée du roi de Bavière… sa mort : suicide ou exécution ?
- Vignes et vins, Bacchus d'hier à demain… Histoire de la vigne et du vin. L'aventure humaine vue par… le petit trou du tonneau ! ;
- Julie-Victoire Daubié, femme courage La détermination de la première bachelière de France (1861), sa lutte pacifique d'hier (toujours d'actualité) pour l'égalité et le respect ;
- Otto de Habsbourg-Lorraine, empereur d'Europe Comment le fils du dernier empereur d'Autriche et roi de Hongrie est devenu l'un des acteurs les plus convaincus de la construction de l'Union européenne ;
- Pierre Didier, le réel transfiguré Hyperréalisme et Trompe-l'œil : La vie, l'œuvre et les apports à la création contemporaine du maître Pierre Didier ;
- Louise Michel, sainte ou criminelle ? De sa naissance à sa mort, la vie de la célèbre militante républicaine et les origines politiques et spirituelles de son combat ;
- L'école en France, de l'époque gallo-romaine à nos jours. L'histoire de l'école française, des Celtes à la République... ;
- Charles Guérin, poète lorrain.

### Rôles au théâtre et à la télévision
- Le docteur Knock dans Knock de Jules Romains ;
- Le grand-père dans Visages du temps de Christophe Voegelé Prod. Visuel Création ;
- Le rédacteur en chef de L'Aurore dans Jules Ferry de Jacques Rouffio avec Thierry Fortineau Prod. France 3 ;
- Le professeur de philosophie dans Le Camion de Guy Gauthier. UBC prod.

### Expositions
- Saint-Dié-des-Vosges : Groupement des Artistes Vosgiens, Musée Pierre-Noël (2003-2004-2005-2006-2007-2008) ;
- Nancy : Salon des Artistes Lorrains Galeries Poirel (2008) ;
- Charmes-sur-Moselle : Salon des Artistes (2008-2009) ;
- Dabo : Salon RegARTS (2009).